# مسجد السلام (شرم الشيخ)
مسجد السلام هو أحد أشهر مساجد مدينة شرم الشيخ الكبرى. افتتح في 12 ديسمبر 2001 ليصبح أحد معالم المدينة السياحية، وشيد المسجد بتبرع من رجل الأعمال المصري حسين سالم. واشتهر المسجد بزيارة رؤساء مصر له خصوصاً خلال الأعياد أو صلوات الجمعة.

## معرض صور

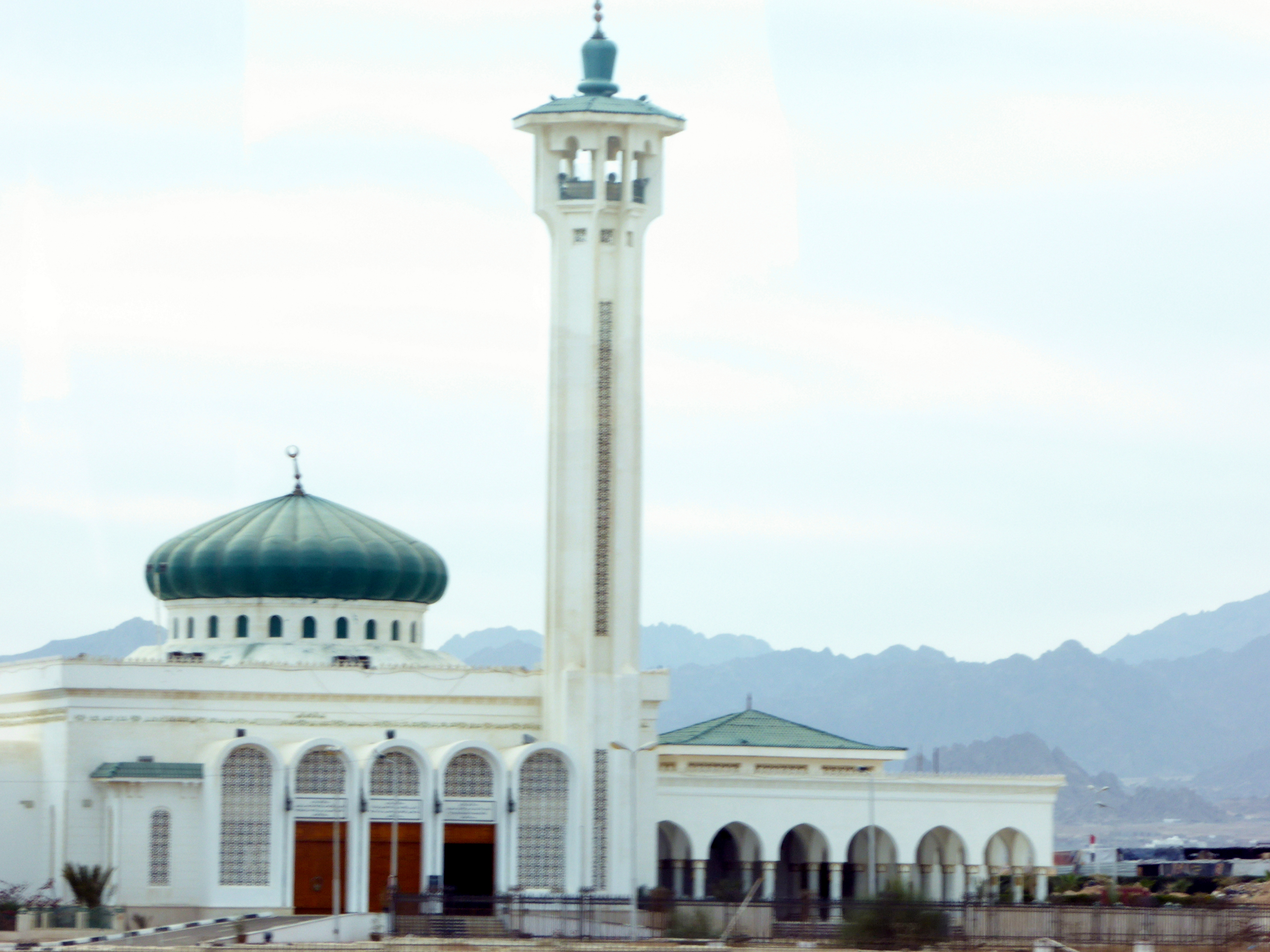
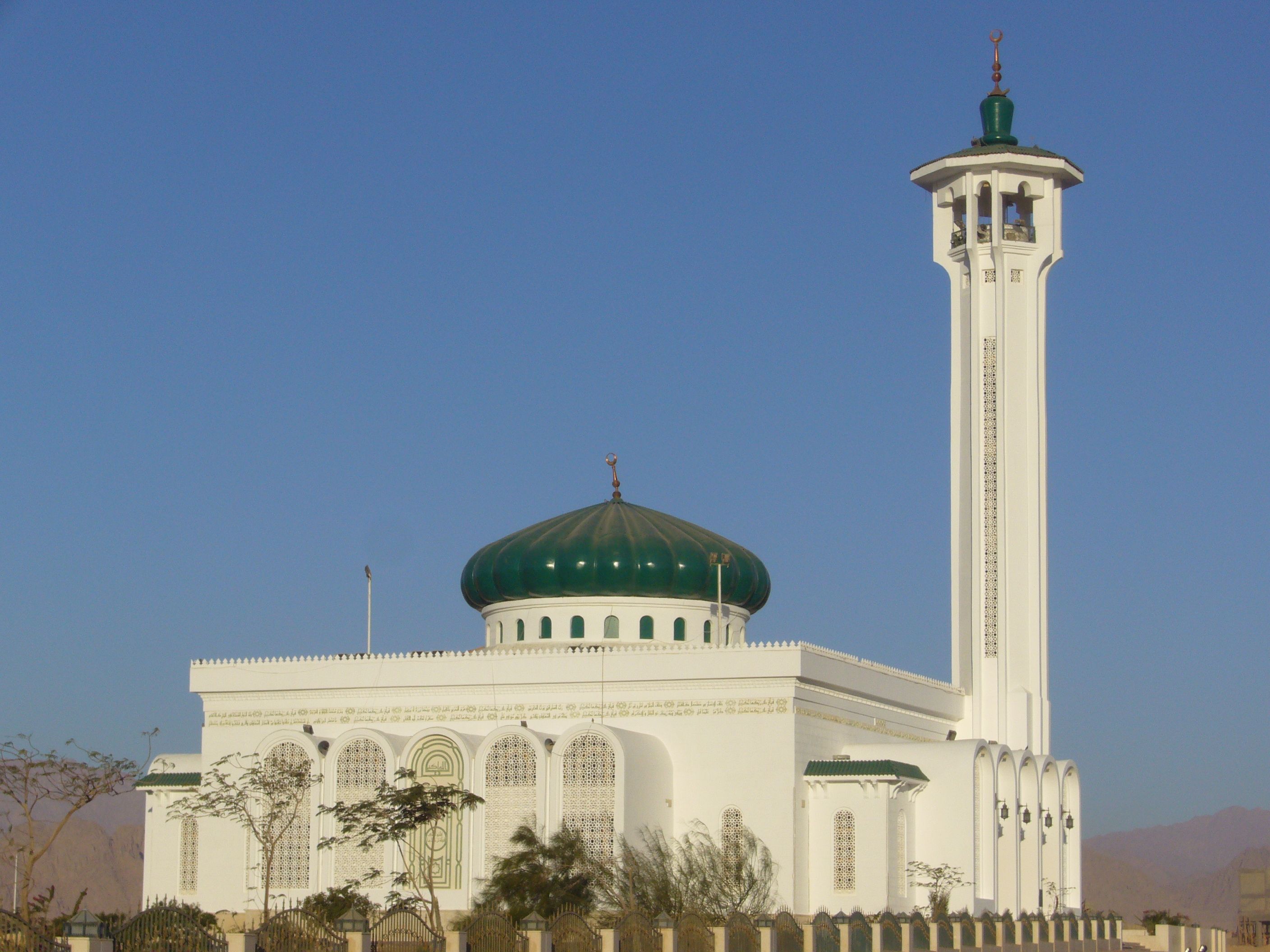
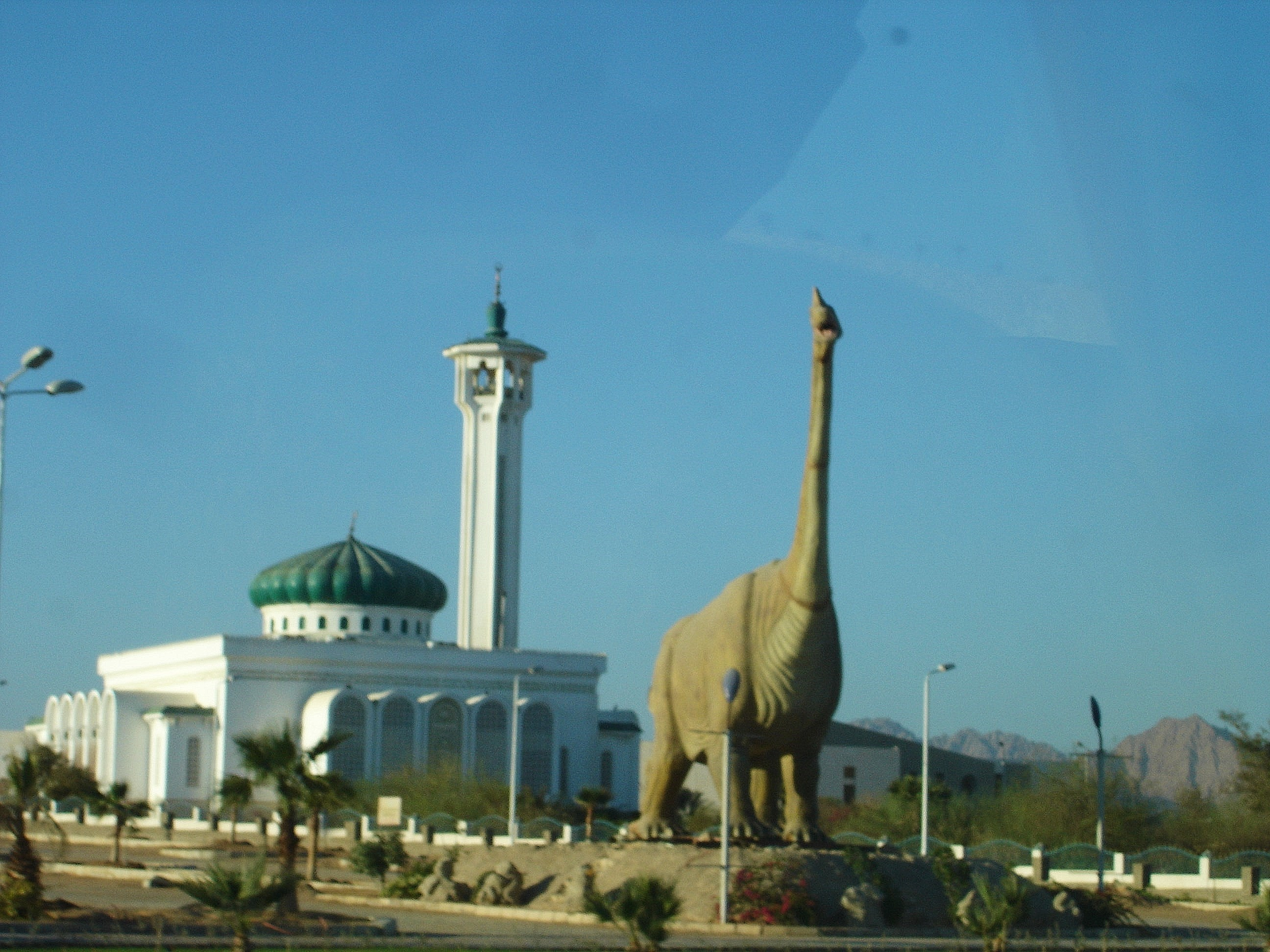